# Ceriana cylindrica
Ceriana cylindrica är en tvåvingeart som först beskrevs av Charles Howard Curran 1921.  Ceriana cylindrica ingår i släktet griffelblomflugor, och familjen blomflugor.
Artens utbredningsområde är Kalifornien. Inga underarter finns listade i Catalogue of Life.